# Izvoare (Dumbrava Roșie), Neamț
Izvoare este un sat în comuna Dumbrava Roșie din județul Neamț, Moldova, România.
 Acest articol despre o localitate din județul Neamț este deocamdată un ciot. Puteți ajuta Wikipedia prin completarea lui.